# ウィリアム・コベット

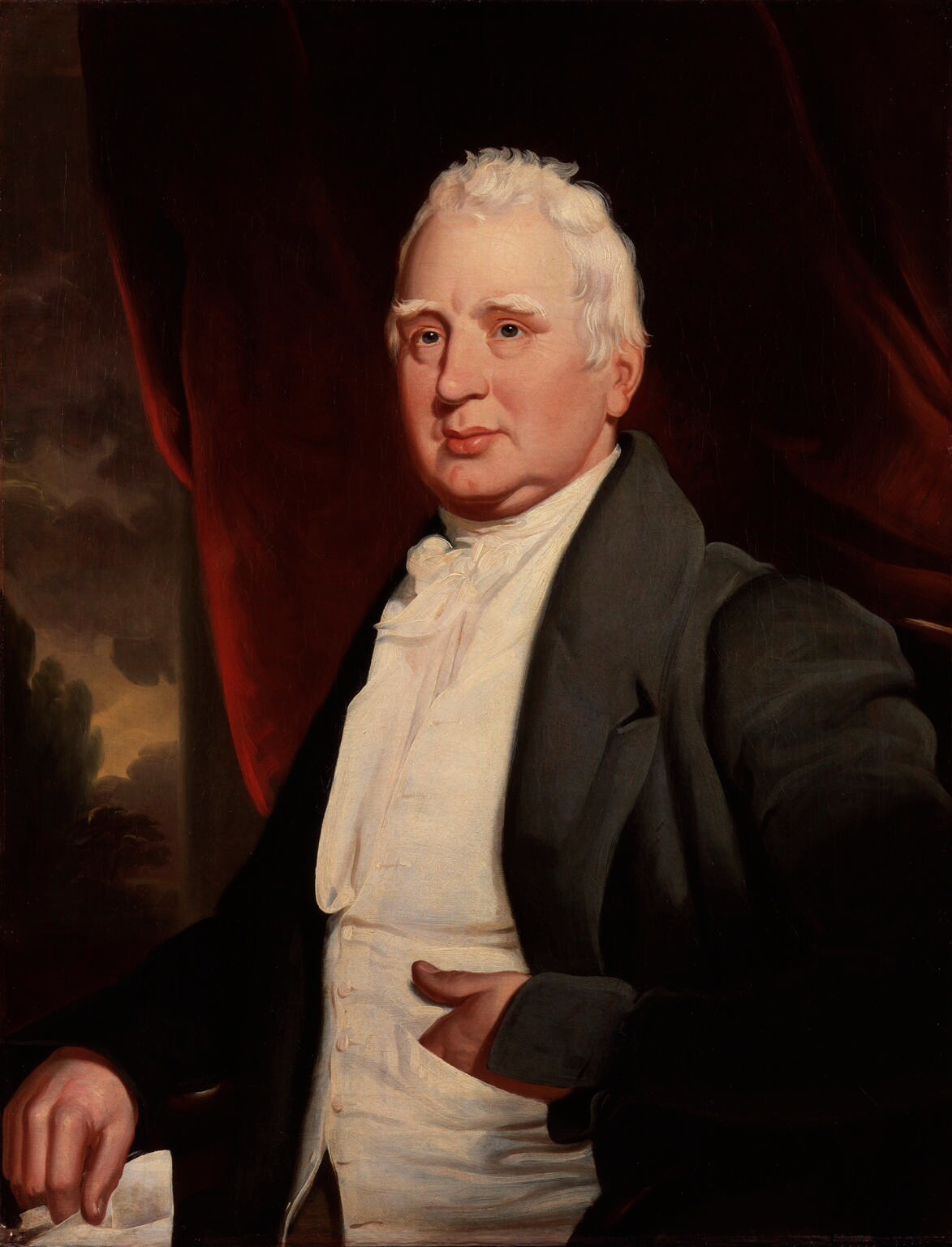
ウィリアム・コベット

ウィリアム・コベット（William Cobbett、1763年3月9日 - 1835年6月18日）は、イギリスのジャーナリスト、愛国者。

## 生涯

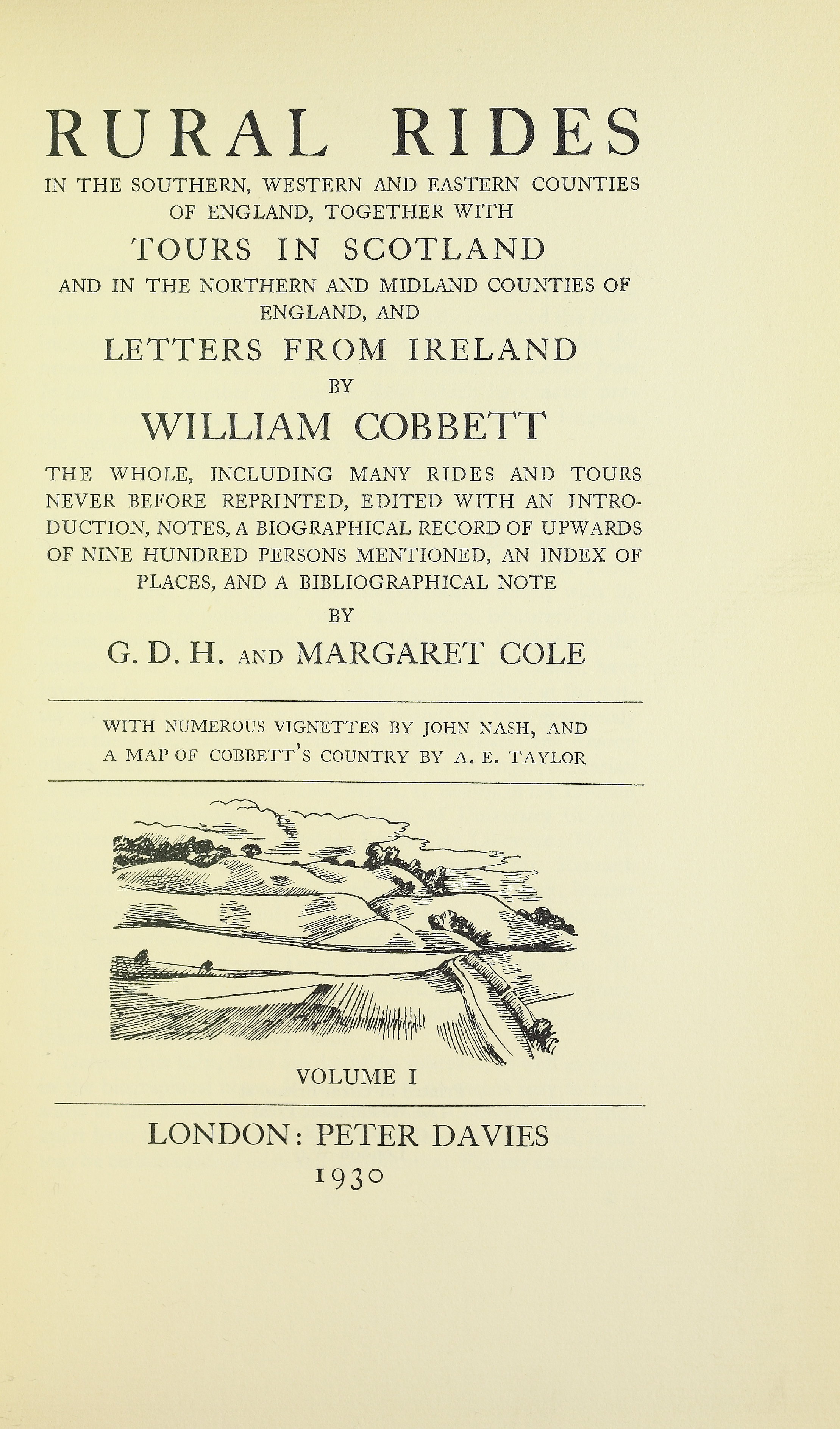
Rural rides in the southern, western and eastern counties of England, 1930

サリー州のファーナムに生まれる。父は農家の出身だが独学で財をなし、旅宿も経営する自作農であった。父のジョージからは向学心と政治への情熱を受け継ぎ、幼い時から畑での作業に習熟し、晩年まで農園への執着は消えなかった。11歳の時、家出をした先のロンドンでスウィフトの『桶物語』を購入し、夢中で読みふけったことがある。一時ファーナムにもどるが、19歳の時にふたたび故郷を出てポーツマスへ向かい海軍へ入ろうとして果たさず、翌年にロンドンに出て弁護士の書記として働く。1784年にチャタムに行き第54歩兵連隊に入隊。連隊では模範的な兵卒として英領カナダで勤務し、特務曹長まで昇進する。1791年に除隊を許され、翌年に結婚した。
コベットは除隊後に所属連隊の将校数名に対し、官金費消の告訴を起こす。「兵士の友　The Soldier's Friend 」というパンフレットを書き、軍部や首相のウィリアム・ピットを攻撃し、国王への直訴まで試みた。政府はコベットの処置に困り、王朝転覆の野心ありという疑いをかけ偽証者をロンドンへ召喚する手はずを整えるが、コベットは事前に察知してフランスに亡命した。8月にテュイルリー宮殿がパリ民衆に襲われたというニュースを聞き、英仏間の戦争が起こると予想し、アメリカのフィラデルフィアへ移住。フランス系の移民に英語を教えて生計を立て、この時フランス語で書いた英文法書は100年後もフランスで愛用されたという。1794年にイギリスの科学者のジョゼフ・プリーストリーがペンシルヴェニア州に移住し、イギリスを誹謗したのに憤り「一殉国者の移住を論ず　Observations on the Emigration of Dr. Joseph Priestley 」というパンフレットでプリーストリーの急進思想を攻撃した。ついでフランス革命の影響で革命への同調が行き渡った風潮に抗して、『ピーター・ポーキュパイン　Peter Porcupine』紙を発刊し、フランス政府とアメリカ民主党を批判する。民主党の領袖ベンジャミン・ラッシュを痛撃して文書誹毀罪に問われ5000ドルの罰金を科せられたのに憤慨し、ニューヨークに移り『ラッシュライトRushlight』という隔週誌を出して毎号をラッシュへの攻撃で埋めた。この時期にコベットはアメリカやイギリス・フランスで有名になり、アメリカに滞在していたタレイランが交際を求めてきたことがある。
1800年に帰国して1803年に週刊新聞『Political Register』を発刊し、その年に2つの訴訟事件を起こしたが読者は増え続け、1816年には発行部数4万に達するようになる。この新聞はコベットが死ぬまで発刊され、簡潔な名文で知られ、世論を喚起することではスコット主筆時代の『マンチェスター・ガーディアン』紙に並ぶと言われた。1809年に上官反抗事件を筆誅して動乱教唆罪に問われ、1812年まで入獄。1817年には農村反乱の中心と目され、人身保護令を停止されて逮捕される直前にアメリカに逃れ、ロング・アイランドに住む。そこでも『Political Register』を発行し定期便でイギリスに送り、農園を経営し著述に励みながら過ごし、1819年に帰国する。1832年に生まれ故郷に近いサリー州ノルマンディー(en)のアッシュに安住の地を定め、その年の12月にオールダム選出の下院議員となる。風邪をこじらせてアッシュで没する。

## 政見
G. K.チェスタートンは、コベットの立場を「イギリス風で愛国的なデモクラシーの匂いをたたえた重農共和主義」と表現した。トーリーでもなくホイッグとも違う主張を展開し、上流階級に対しては急進的に過ぎ、農民生活を論ずる時には保守的となった。彼の理想は社会的弱者が共同体に庇護されていた「楽しく古きイギリス」であり、普通選挙の獲得や勤労者の生活改善への主張はそこに由来する。農業の技術改善にも積極的でトウモロコシやルタバガの栽培を奨励した。
イングランド国教会の信徒だったが、「イギリスの制度の良い点はすべてカトリックに負う」と考え、カトリック教徒解放案を熱心に支持した。アメリカ独立戦争の際『コモン・センス』を書いた理神論者トマス・ペインとは宗教観が相容れなかったが、その政治論には感服していたのでロング・アイランドの共同墓地から遺骨を掘り返し、故国に改葬しようとしたこともある。結局はイギリスでも埋葬が許されず、コベットの生きている間はその家に置かれたまま、彼の死とともに行方知らずとなったという。
金本位復帰反対論・奴隷貿易廃止反対・農民の産児制限への反対・大英博物館への国庫支出反対など暴論に近いような発言や提案でさえ、コベットにとっての筋はあった。ウィリアム・ヘイズリットには、「原理を全然欠いており、彼の主義は反発であり彼の天性は否定である」と酷評されたが、彼にとって旧敵であった『ロンドン・タイムズ』でさえ、コベットの死を報じて「彼のような人物を生み出せる国はイギリスをおいてない」と書いている。生粋のカントリーマンとしてのコベットは家庭では良き夫、良き父であり、1827年に会見したハイネには消えがたい憎悪を抱かせ、チェスタートンやヒレア・ベロック、アーサー・ペンティ（Arthur Penty）などには愛好された。
コベットの議会での演説は『Parliamentary Debates』16巻（1803－11年）に収録されている。